# 머틀 스테드만
머틀 스테드만(Myrtle Stedman, 1883년 3월 3일 ~ 1938년 1월 8일)은 미국의 배우, 가수, 영화배우이다.

## 영화
- 더 그레이트 오맬리 (1937년)
- 1937년의 황금광들 (1936년)
- 노 플레이스 투 고 (1927년)